# 托伊施尼茨河 (克雷姆尼茨河支流)
50°19′12.7″N 11°21′23.3″E / 50.320194°N 11.356472°E
托伊施尼茨河是德國的河流，位於該國東南部，由巴伐利亞負責管轄，屬於克雷姆尼茨河的右支流，河道全長12.3公里，發源自托伊施尼茨以北。